# Pavelsbach

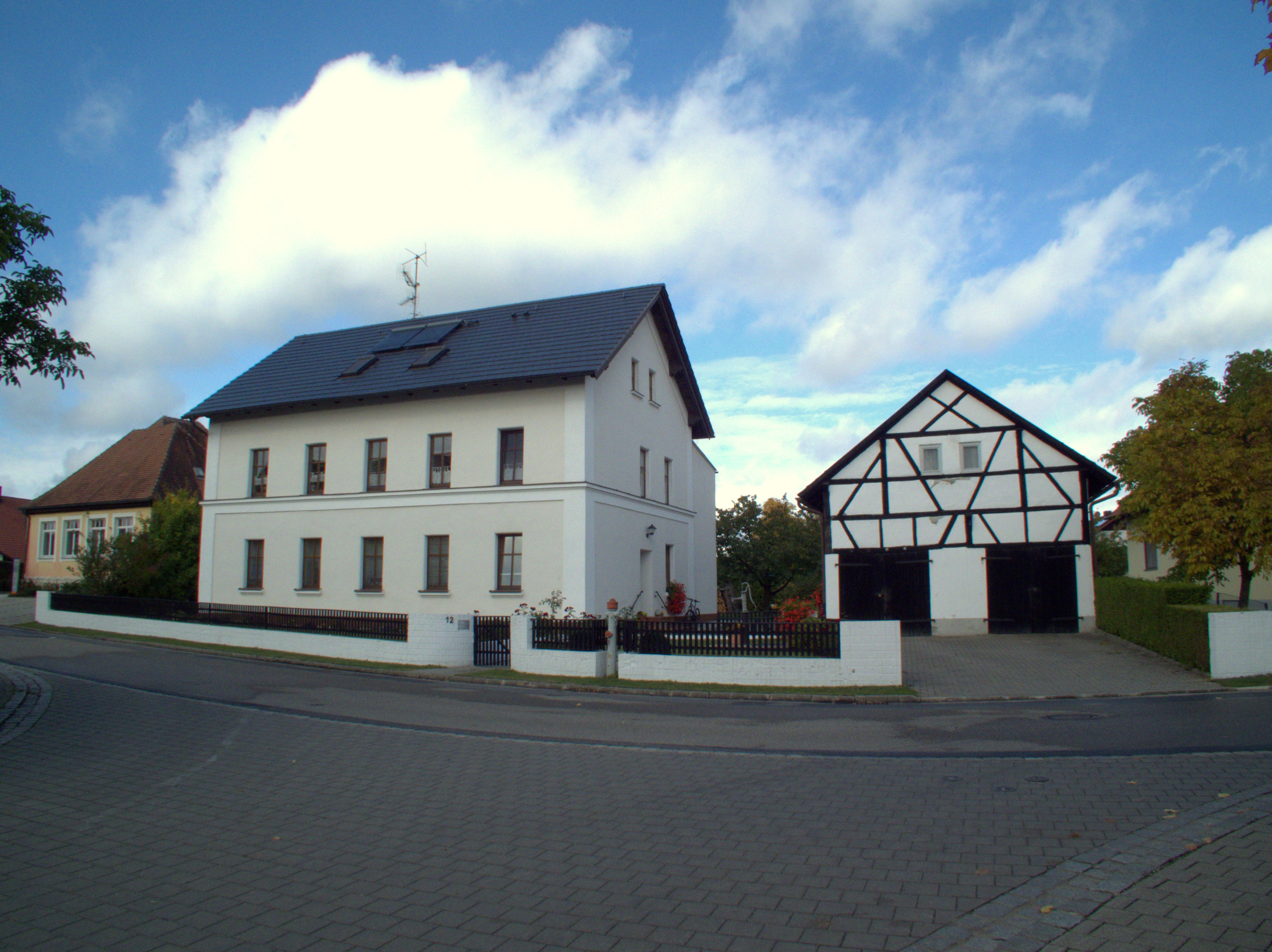
Altes Schulhaus

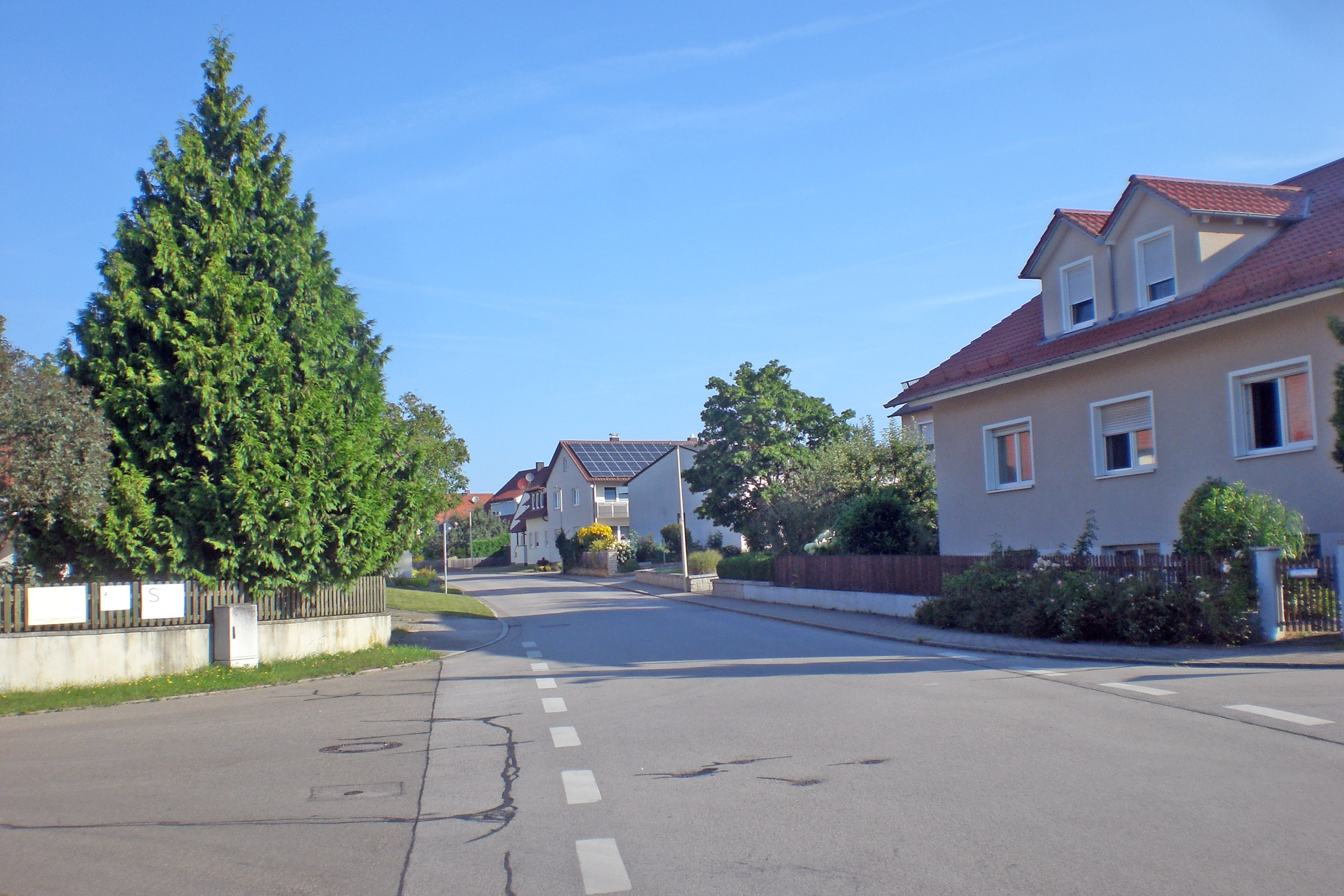
Ortsstraße in Pavelsbach (2024)

Pavelsbach ist ein Ortsteil des Marktes Postbauer-Heng im Oberpfälzer Landkreis Neumarkt in der Oberpfalz.

## Geographie
Das Kirchdorf liegt südlich vom Hauptort Postbauer-Heng an der Kreisstraße NM 44, nordwestlich verläuft die Staatsstraße 2402. Am südlichen Ortsrand fließt der Lachgraben und nördlich der Hengerbach.

## Geschichte
Die Besiedelung des Gebiets um Pavelsbach erfolgte bereits in vorgeschichtlicher Zeit. Belegt wird dies durch Hügelgräber aus der Bronzezeit (1800–750 v. Chr.) in der östlich des Ortes gelegenen Waldabteilung „Stockenau“. Die im Waldgebiet „Appel“ (zwischen Pavelsbach und Dippenricht) heute noch gut erkennbare Keltenschanze (Viereckschanze) weist eine Besiedelung in der Latènezeit (500–15 v. Chr.) nach.
Erstmals wird der Ort in einer in Eichstätt ausgefertigten bischöflichen Urkunde vom 5. Februar 1249 (Bischof Heinrich IV. 1247–1259) mit dem Namen „Bephensbach“ erwähnt.
Am 11. Oktober 1267 schenkte Bischof Hildebrand von Eichstätt (1261–1279) dem Kloster Seligenporten den „Zehnten“ des Ortes Niederpefensbach („Unterdorf“), den Ulrich von Sulzbürg als Lehen und „Siboto von Pefensbach“ als Afterlehen besaßen. Wenig später erwarb das Kloster auch weitere Zehnten in Pavelsbach; so beurkunden am 24. Februar 1269 die Landgrafen Friderich und Gebhard von Leuchtenberg, dass sie den „Zehnt zu Paeiffensbach“, den „der von Rvicgerdoerf“ (Rückersdorf) und dessen Erben von ihnen zu Lehen hatten, dem Kloster Seligenporten übertragen haben.
Kaiser Ludwig der Bayer (1314–1347) schenkte am 8. April 1317 dem „Hohen Deutschen Ritterorden“, der in Postbauer ein Pflegamt errichtet hatte, u. a. den Ort Niederpavelsbach. Die Bezeichnung Ober- und Unterdorf – für Ober- und Niederpavelsbach – ist bei älteren Dorfbewohnern heute noch gebräuchlich.
Die mit dem königlichen Gemeindeedikt vom 17. Mai 1818 entstandene Gemeinde Pavelsbach wurde am 1. April 1975 nach Postbauer-Heng eingemeindet.

## Religion
Es gibt im Ort zwei katholische Kirchen, die Expositurkirche St. Leonhard und die Friedhofskirche St. Cäcilia. Beide gehören zur Pfarrei St. Willibald, Möning. Die evangelischen Christen gehören zur Kirchengemeinde Pyrbaum.

## Einwohner
- 1871: 435[14]
- 1925: 480[14]
- 1950: 512[14]
- 1961: 518[1]
- 1975: 788[11]
- 2020: 913
- 2021: 935

## Kultur und Sehenswürdigkeiten

### Vereine
In Pavelsbach gibt es (Stand: 2024) sechs Vereine. Pavelsbachs ältester Verein ist die Freiwillige Feuerwehr, die mit Urkunde „Seiner königlichen Hoheit des Prinz-Regenten Luitpold“ vom 6. April 1884 gegründet wurde. Initiiert wurde diese Gründung, der anfangs 41 Mann starken „Wehr“, von dem seinerzeitigen Bürgermeister Georg Wild. Die Notwendigkeit einer schlagkräftigen Feuerwehr erkannten die Bürger Pavelsbachs wohl auch aufgrund eines Großbrands katastrophalen Ausmaßes im Jahr 1878.
Auf Betreiben des Expositus Josef Scheiber und des Organisten Josef Fries wurde der Kirchenchor Pavelsbach ab 1935 aufgebaut und wird seit Jahren von der Organistin Theresia Fürst geleitet.
Bei dem 1965 gegründeten Turn- und Sportverein Pavelsbach (TSV) handelt es sich um den mitgliederstärksten Verein des Ortes. Im Jahr 2020 fusionierte der Schützenverein Eichenlaub Pavelsbach mit dem „TSV“ und bildet seitdem, neben Fußball, Handball, Tennis, Ski, Gymnastik und Laufen, die siebte Abteilung des Turn- und Sportvereins Pavelsbach.
Der Heimat- und Traditionsverein, der Obst- und Gartenbauverein und die Blaskapelle Pavelsbach ergänzen das Vereinsspektrum in Pavelsbach.

### Sehenswürdigkeiten

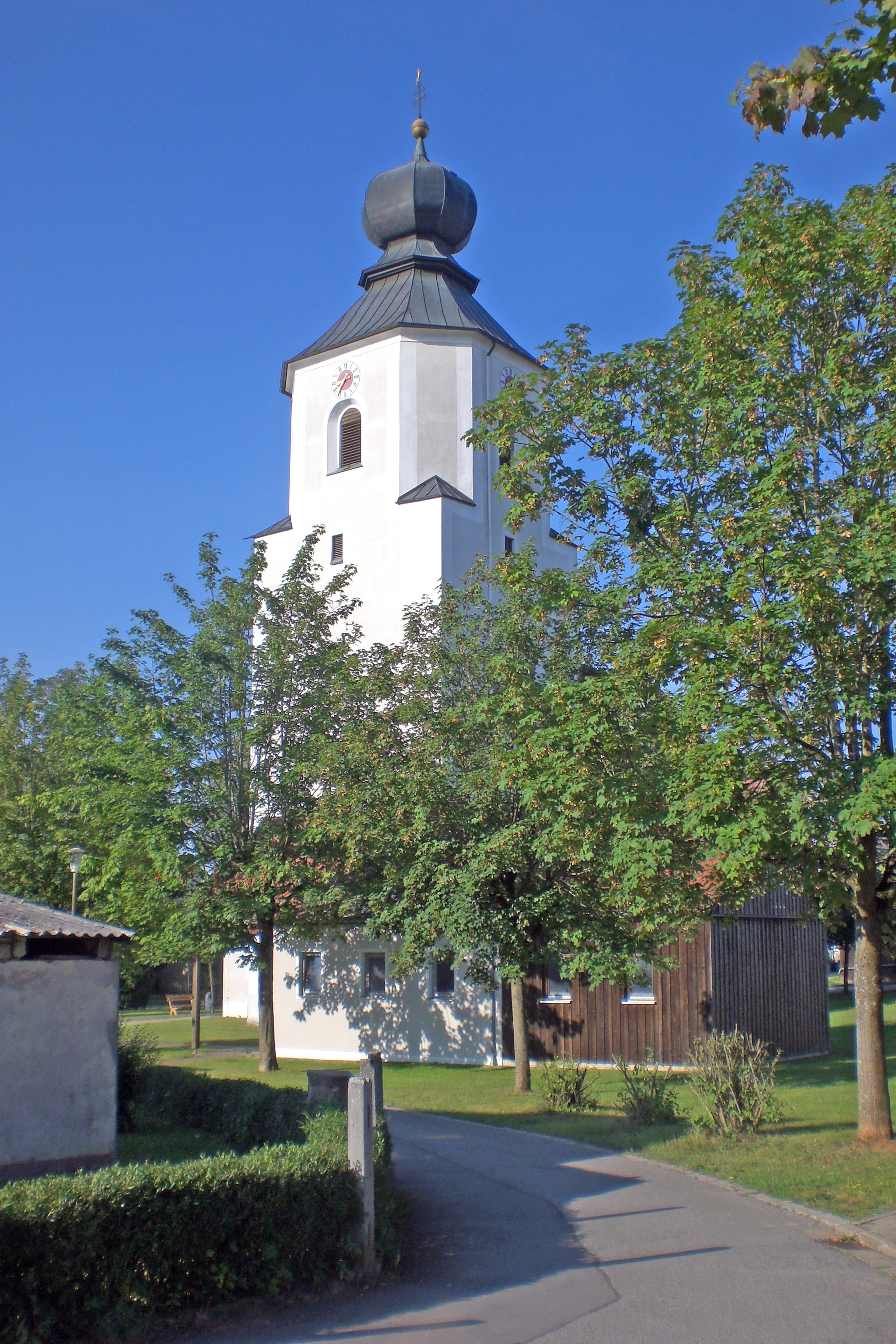
St.-Leonhard-Kirche (2024)

- Bronzezeitliche Hügelgräber (bei Pavelsbach)
- Viereckschanze (zwischen Pavelsbach und Dippenricht)
- Schwedenkreuze an drei Ortsausgängen[18]
- Fleischmichlhaus in Pavelsbach[19]

- Die St.-Leonhard-Kirche in Pavelsbach aus dem Jahr 1736 ist ein beachtenswertes Bauwerk des Rokoko.
- Die St.-Cäcilia-Kirche in Pavelsbach wurde von 1602 bis 1608 an der Stelle einer 1552 zerstörten Kirche erbaut.

Siehe auch: Liste der Baudenkmäler in Postbauer-Heng und Liste der Bodendenkmäler in Postbauer-Heng

## Personen mit Bezug zu Pavelsbach
- Angelus Sturm OSB, (1886–1968) war ein deutscher Benediktinerpater, Mönch in der Benediktinerabtei Metten, sowie Kirchen- und Kunsthistoriker
- Anton Fruth (1921–2005), Schulleiter in Pavelsbach von 1950 bis 1969, Ehrenbürger der Gemeinde Pavelsbach in Anerkennung seiner Verdienste um die Bildung. Träger der Goldenen Bürgermedaille des Marktes Postbauer-Heng.[10]
- Johann Hirschmann (1908–1990), letzter Bürgermeister der Gemeinde Pavelsbach und Ehrenbürger des Marktes Postbauer-Heng[10][20]
- Josef Fries (1920–2005), Mitbegründer des Kirchenchores Pavelsbach, Gründer der Blaskapelle Pavelsbach, Träger der silbernen Bürgermedaille des Marktes Postbauer-Heng[10][21]